# Јување
Јување (словен. Juvanje) је насељено место у општини Љубно, Савињска регија, Словенија.

## Историја
До територијалне реорганизације у Словенији било је у саставу старе општине Мозирје.

## Становништво
У попису становништва из 2011. године, Јување је имало 144 становника.
| Број становника према пописима | Број становника према пописима | Број становника према пописима |
| ------------------------------ | ------------------------------ | ------------------------------ |
| 1991                           | 2002                           | 2011                           |
| 139                            | 135                            | 144                            |